# Gustav Hestermann
Gustav Hestermann (* 15. April 1894 in Petershagen; † 17. Oktober 1935 in Bielefeld) war ein deutscher Jurist und Politiker.

## Leben
Gustav Hestermann war Sohn des Landwirts, Beamten und Politikers Heinrich Hestermann.
Nach dem Abitur 1912 in Minden studierte er Rechtswissenschaft und Volkswirtschaft an den Universitäten in Freiburg im Breisgau, Berlin und Münster. Während seines Studiums wurde er 1912 Mitglied der Burschenschaft Teutonia Freiburg. Er unterbrach das Studium und diente von 1914 bis 1918 als Soldat im Ersten Weltkrieg, zunächst als Leutnant beim Feldartillerie-Regiment Nr. 58 und ab 1916 als Kompanieführer beim Feldartillerie-Regiment Nr. 278. Bis 1919 war er Führer einer freiwilligen Grenzschutzbatterie. Er wurde mit dem Eisernen Kreuz I. Klasse und dem Ritterkreuz des Königlichen Hausordens von Hohenzollern ausgezeichnet.
Hestermann setzte sein Jurastudium ab 1919 fort, bestand das Erste Juristische Staatsexamen und absolvierte das Referendariat. Nach Ablegung des Zweiten Juristischen Staatsexamens war er von 1924 bis 1926 als Geschäftsführer und Syndikus beim Haus- und Grundbesitzerverband Westfalen-Nord tätig. 1927 wurde er Amts- und Landrichter in Bielefeld. Des Weiteren verfasste er Artikel über Finanz- und Wirtschaftspolitik, Wohnungs- und Bauwirtschaft sowie über das Siedlungswesen und die Landwirtschaft.
Im Mai 1928 wurde Hestermann für die Reichspartei des Deutschen Mittelstandes (Wirtschaftspartei) als Abgeordneter in den Preußischen Landtag gewählt, dem er bis 1932  angehörte. Im Parlament vertrat er den Wahlkreis 17 (Westfalen-Nord).
Hestermann starb 1935 durch Selbstmord an seinem Arbeitsplatz im Landgericht Bielefeld. Er wurde auf dem Friedhof Petershagen beigesetzt.